# 黑果荚蒾
黑果荚蒾（学名：Viburnum melanocarpum）是五福花科荚蒾属的植物，为中国的特有植物。分布在中国大陆的江西、浙江、河南、江苏、安徽等地，生长于海拔1,000米的地区，多生长在山地林中以及山谷溪涧旁灌丛中，目前尚未由人工引种栽培。